# Herfast de Crépon
Herfast de Crépon (c. 955-985) también Herbastus y Arfast fue un caudillo normando de origen danés, hijo de Ranulph (Ranulfus) de Crépon (c. 900-981) y por lo tanto nieto de Roricon de Crépon. A diferencia de otros descendientes de Roricon, hay dudas sobre el vínculo familiar con Gunnora de Crepon pues o bien pudo ser el padre o quizás hermano, pues las fuentes conocidas no lo aseguran con certeza. Guillermo de Jumièges le cita como Herfast, hermano de la condesa Gunnor cuando registra la muerte de su hijo Osbern, pero con algunas lagunas ya que existe un conflicto de evidencias como pasó con la línea familiar de la dinastía Montgomery y la confusión de Guillermo entre dos Roger de Montgommerie, por lo que se especula que la genealogía de Herfast tampoco sea correcta. No obstante Robert de Torigni también menciona a Herfast de Crépon como hermano de Gunnor, Duquesa de Normandía: 
Habuit ergo ex fratre suo Herfasto eadem comitissa nepotem Osbernum de Crepon, patrem videlices Willelmi comitis Herefordi. (Por tanto, de su hermano Herfast, la misma condesa tuvo un sobrino, Osbern de Crepon, padre de William, conde de Hereford.)
Pese a la poca información, un Arfast de Crépon surge durante un juicio a herejes llevado a cabo por el rey Roberto II de Francia en diciembre de 1022. Arfast testificó que había fingido unirse a una secta maniqueísta de la Iglesia de Ste. Croix en Orleans, para poder denunciarlos cuando llegara el momento. Más de una docena de religiosos fueron condenados a la hoguera. Posteriormente donó unos terrenos al monasterio de St. Pere, al que se retiró.

## Herencia
Se desconoce el nombre de su esposa, pero en los anales contemporáneos se citan a dos hijos:
- Osbern de Crépon
- Rainulfo de Crépon (c. 975)